# Disaster: Day of Crisis
 (janvier 2024).
Si vous disposez d'ouvrages ou d'articles de référence ou si vous connaissez des sites web de qualité traitant du thème abordé ici, merci de compléter l'article en donnant les références utiles à sa vérifiabilité et en les liant à la section « Notes et références ».
Disaster: Day of Crisis est un jeu vidéo développé par Monolith Soft et édité par Nintendo.
Jeu d'action mélangeant différentes phases de gameplay, il est sorti en 2008 exclusivement sur Wii. Il met en scène Raymond Bryce (plus couramment appelé Ray Bryce), ancien secouriste qui va tenter de libérer Lisa Hewitt, l'assistante d'un sismologue de renom, kidnappée par un groupe armé. Durant toute l'aventure, Ray va également devoir survivre à toutes sortes de catastrophes naturelles telles qu'éruptions volcaniques ou typhon.
Le titre se démarque des jeux classiques de par sa variété de gameplay et son ambiance originale qui emprunte beaucoup aux films catastrophes.
Le jeu est sorti au Japon le 25 septembre 2008.

## Scénario
Lors d'un sauvetage sur un volcan en Amérique du Sud, Raymond Bryce, secouriste et ancien militaire, voit son partenaire et ami secouriste lui aussi mourir sous ses yeux. Cet événement le traumatisera. Peu de temps avant la mort de son partenaire, Ray promet à ce dernier de veiller sur sa sœur.
Un an plus tard, Ray n'est plus secouriste. Un groupe terroriste nommé SURGE s'empare d'ogives nucléaires et enlève la sœur de son ami décédé. Au même moment, de nombreuses catastrophes naturelles s'enchaînent : tremblements de terre, éruption volcanique, ouragans, raz-de-marée...
Ray fera tout pour récupérer son amie et n'hésitera pas à affronter les hommes du SURGE au cours de fusillades musclées. Il devra aussi porter secours aux nombreuses personnes en danger à cause des catastrophes, tout en prenant garde à ne pas lui-même devenir victime de l'une d'entre elles...

## Personnages

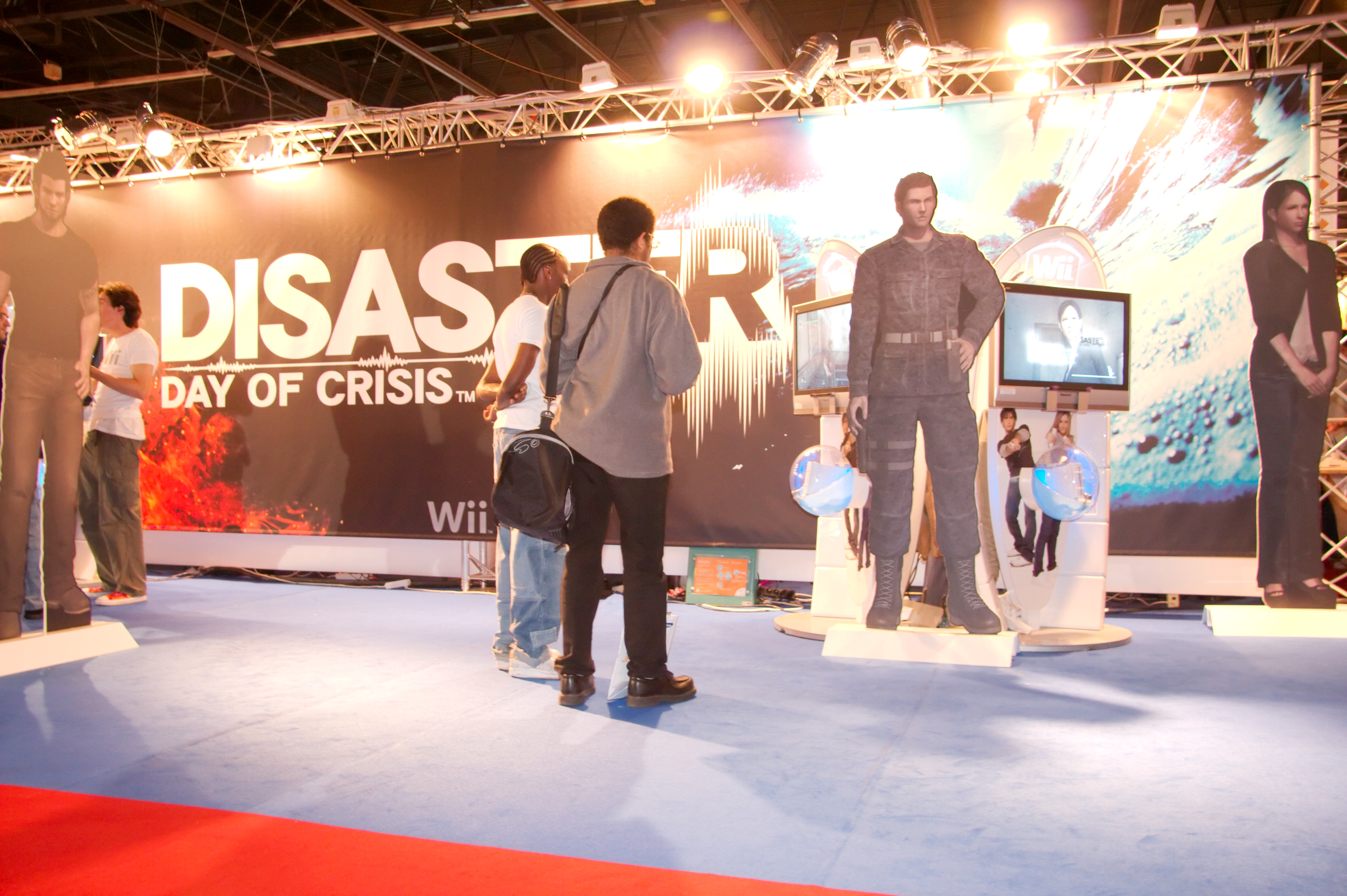
Le stand consacré au jeu lors du Festival du jeu vidéo 2008 (Paris).

### Raymond Bryce (Ray)
Ancien membre du Groupe d’assistance et de secours, il travaille actuellement à la Cellule de gestion et de résolution des crises de Blue Ridge City. Après une carrière exemplaire chez les marines, il a intégré le GAS à la demande de son meilleur ami, Steve. Recruté avant lui, celui-ci est devenu son supérieur. Lors de l’éruption du mont Aguilas (un an avant le début du jeu), il n’a pas réussi à secourir Steve, et il est depuis rongé par la culpabilité. Depuis sa démission du GAS, il passe ses journées derrière un bureau à la CGRS. Le temps a passé, mais il ne parvient toujours pas à se séparer de la boussole que son ami lui a confiée.

### Steve Hewitt
Ancien membre du Groupe d’assistance et de secours, mort en service lors de l’éruption du mont Aguilas. Ses collègues et amis pleurèrent le sauveteur émérite et l’ami fidèle qu’il était. Ses parents étant décédés, il ne lui restait que sa petite sœur, Lisa, envers laquelle il se montrait très protecteur. Ray et lui était amis depuis le lycée et travaillaient également ensemble au sein du GAS.

### Olson
Agent spécial du FBI, division de Blue Ridge City. Même s’il est craint de ses subalternes, ses ordres sont toujours suivis sans réticence. En cas de crise, il fait souvent appelle à son réseau de connaissances au sein de l’armée. Il enquête actuellement sur l’enlèvement du professeur Davies.

### Lisa Hewitt
Lisa Hewitt est la sœur cadette de Steve. Étudiante brillante de l’université de West Coast Tech, elle effectuait sous la direction du célèbre professeur Davies, sommité de la sismologie, jusqu’à leur enlèvement par SURGE. Elle n’a jamais rencontré Ray, pas même après la mort de son frère, et ne l’a vu qu’en photo. Lorsque Ray débarque dans sa vie, des émotions contraires la submergent.

### Professeur Davies
Professeur à l’université de West Coast Tech, c’est un sismologue connu et reconnu. Dernièrement, il menait des recherches sur la zone de subduction de Cascadia. Il y a un an, il suscita une vive controverse en annonçant qu’un séisme marin de grande ampleur frapperait la région, thèse rejeté par la plupart des spécialistes. Il n’est plus apparu en public depuis. Enlevé par SURGE en même temps que Lisa.

## Système de jeu
Disaster: Day of Crisis possède plusieurs modes de jeu différents, tous utilisant la Wiimote et le Nunchuk.

### Phases de tir
Les phases de tir de Disaster s'apparentent à un rail Shooter à la Time Crisis : le joueur ne contrôle pas les déplacements de Ray. Cette phase possède deux vues différentes : la vue à la première personne durant les fusillades et les courtes cinématiques durant lesquelles Ray change d'emplacement et à la troisième personne quand Ray se met à couvert. Il peut alors profiter de son abri pou utiliser des objets, recharger ou changer d'arme (il peut en avoir quatre, mais seul le pistolet de base possède des balles en quantité illimitée). Le joueur peut également zoomer quand il tire, de façon à pouvoir atteindre la tête des ennemis avec plus de précision et ainsi récolter plus de points. Ray peut aussi envoyer des projectiles.

### Phases de sauvetage
Les phases de sauvetages sont des phases se déroulant uniquement à la troisième personne durant lesquelles Ray doit sauver des individus tout en se préservant lui-même de la mort. Il faut souvent réussir un mini-jeu (ex. : se balancer au bon moment pour atteindre la main d'une personne sur le point de tomber) ou soigner les blessés en utilisant les médicaments appropriés (un peu comme dans Metal Gear Solid 3: Snake Eater). Dans ce cas, il faut soigner la personne avant que celle-ci ne meure (chaque action de soin augmente le temps qu'il lui reste avant de mourir).

### Phases de conduite
Les phases de conduite de Disaster sont comparables à celles de la version Wii d'Alone in the Dark : la Wiimote est tenue à l'horizontale et il suffit de la pencher vers la droite ou la gauche pour tourner, comme avec un volant. La touche 2 sert à avancer. Ces phases ont le plus souvent pour objectif de fuir quelque chose, que ce soit une simple camionnette du SURGE ou une éruption explosive.

### Quick Time Event
Même si Disaster est très loin de proposer des mini-jeux à la Mario Party ou à la Rayman contre les lapins crétins, il y a certaines phases assimilables à des Quick Time Events : il s'agit de mimer les gestes de Ray comme agiter la Wiimote et le Nunchuk pour courir comme dans Mario et Sonic aux Jeux olympiques par exemple.

### Optimisation des compétences
Quand le joueur sauve une personne ou réalise une action spéciale, il gagne des points compétences qu'il peut ensuite utiliser pour acheter des compétences : force, combat, réserve, métabolisme...
Le joueur peut également optimiser les armes : contenance, puissance, précision...
Pour obtenir certaines armes, le joueur doit passer par le stand de tir où il s’entraînera avec.